# Boudrac
Boudrac är en kommun i departementet Haute-Garonne i regionen Occitanien i södra Frankrike. Kommunen ligger i kantonen Montréjeau som tillhör arrondissementet Saint-Gaudens. År 2022 hade Boudrac 149 invånare.

## Befolkningsutveckling
Antalet invånare i kommunen Boudrac
Referens:INSEE